# Discografia dei Rondò Veneziano
Di seguito la discografia dei Rondò Veneziano.

## Album in studio
Rondò veneziano 
- 1980: Rondò veneziano, long playing, (Baby Records 1C06664468)
- 1980: Rondò veneziano, musicassetta, (Baby Records 2C6664468)
- 1980: Rondò veneziano, long playing, (Baby Records 200144)
- 1980: Rondò veneziano, long playing, (Baby Records 206450-620)
- 1980: Rondò veneziano, musicassetta, (Baby Records 406450-652)
- 1980: Rondò veneziano, musicassetta, (Baby Records 50BR56011)
- 1980: Rondò veneziano, long playing, (Baby Records 5900111)
- 1980: Rondò veneziano, compact disc, (Baby Records 5900112)
- 1980: Rondò veneziano, musicassetta, (Baby Records 5900114)
- 1980: Rondò veneziano, long playing, (Baby Records 8351481)
- 1980: Rondò veneziano, compact disc, (Baby Records 8351482)
- 1980: Rondò veneziano, musicassetta, (Baby Records 8351484)
- 1980: Rondò veneziano, compact disc, (Baby Records BR156011CD)
- 1980: Rondò veneziano, long playing, (Baby Records BR156011)
- 1980: Rondò veneziano, compact disc, (Baby Records BRCD56011)
- 1980: Rondò veneziano, long playing, (Baby Records L56011)
- 1980: Rondò veneziano, musicassetta, (Baby Records M50BR56011)
- 1980: Rondò veneziano, compact disc, (Baby Records CBS/SONY 32DP182)
- 1984: The Genius of Venice, musicassetta, (Ferroway Records ZCRON2)
- 1993: Rondò veneziano, compact disc, (BMG Ariola 610192 (222) )

 La Serenissima 
- 1981: La Serenissima, MC, (Baby Records 50BR56027)
- 1981: La Serenissima, long playing, compact disc e musicassetta, (Baby Records 5900271/2/4)
- 1981: La Serenissima, long playing, compact disc e musicassetta, (Baby Records 8274061/2/4
- 1981: La Serenissima, compact disc, (Baby Records BR150627CD)
- 1981: La Serenissima, long playing, (Baby Records BR56027)
- 1981: La Serenissima, compact disc, (Baby Records BRCD56027)
- 1981: La Serenissima, long playing, (Baby Records L65027)
- 1981: La Serenissima, musicassetta, (Baby Records M50BR65027)
- 1981: La Serenissima, compact disc, (CBS/SONY 32DP219)
- 1982: La Serenissima, long playing, (Baby Records 67861)
- 1982: Venice in Peril, CD, (RCA SFC 0173)
- 1982: La Serenissima, musicassetta, (Baby Records 70861)
- 1983: Venice in Peril, MC, (Ferroway Records ZCRON1)
- 1986: Venice in Peril, compact disc, (Fanfare Records CDRON1)

 Scaramucce 
- 1982: Scaramucce, long playing, (Baby Records 1C066-65004)
- 1982: Scaramucce, musicassetta, (Baby Records 1C266-65004)
- 1982: Scaramucce, long playing, (Baby Records 206456-620)
- 1982: Scaramucce, musicassetta, (Baby Records 406456-652)
- 1982: Scaramucce, musicassetta, (Baby Records 50BR56044)
- 1982: Scaramucce, musicassetta, (Baby Records M50BR56044)
- 1982: Scaramucce, compact disc, (CBS/SONY 32DP530)
- 1993: Scaramucce, compact disc, (BMG Ariola 610193 (222) )

 Odissea veneziana 
- 1984: L'Odyssée de Venise, long playing, compact disc e musicassetta, (Polydor Records 82766991/2/4)
- 1984: Odissea veneziana, long playing, (Baby Records 207078-502)
- 1984: Odissea veneziana, musicassetta, (Baby Records 407078-507)
- 1984: Odissea veneziana, musicassetta, (Baby Records 50BR56062)
- 1984: Odissea veneziana, long playing, compact disc e musicassetta, (Baby Records 5900621/2/4)
- 1984: Odissea veneziana, compact disc, (Baby Records BR156062CD)
- 1984: Odissea veneziana, long playing, (Baby Records BR56062)
- 1984: Odissea veneziana, compact disc, (Baby Records BR56062CD)
- 1984: Odissea veneziana, compact disc, (Baby Records BRCD56062)
- 1985: Odissea, long playing, (Fanfare Records RON5)
- 1985: Odissea, musicassetta, (Fanfare Records ZCRON5)

 Casanova / Odissea veneziana 
- 1985: Casanova, musicassetta, (Baby Records 50BR56081)
- 1985: Casanova, long playing, compact disc e musicassetta, (Baby Records 5900811/2/4)
- 1985: Casanova, long playing, compact disc e musicassetta, (Baby Records 8299521/2/4)
- 1985: Casanova, compact disc, (Baby Records BR156081CD)
- 1985: Casanova, long playing, (Baby Records BR156081)
- 1985: Casanova, compact disc, (Baby Records BR56081CD)
- 1985: Casanova, compact disc, (Baby Records BRCD56081)

 Rapsodia veneziana / Fantasia veneziana 
- 1986: Fantasia veneziana, long playing, (Baby Records 130286)
- 1986: Fantasia veneziana, long playing, (Baby Records 207866-502)
- 1986: Fantasia veneziana, compact disc, (Baby Records 257866-225)
- 1986: Fantasia veneziana, long playing, (Baby Records 361618)
- 1986: Fantasia veneziana, musicassetta, (Baby Records 407866-507)
- 1986: Lagune, long playing, (Baby Records BR56008)
- 1986: Fantasia veneziana, LP, (BMG Ariola 207866)
- 1986: Fantasia veneziana, MC, (BMG Ariola 407866)
- 1986/1993: Fantasia veneziana, CD, (BMG Ariola 257866)
- 2005: Fantasia veneziana (Pure Gold Edition), compact disc (Sony BMG 82876750342)

 Arabesque / Misteriosa Venezia 
- 1987/1993: Misteriosa Venezia, CD, (BMG Ariola 258616)

 Concerto 
- 1988/1993: Poesia di Venezia, compact disc, (BMG Ariola 259826)
- 1999: Splendore di Venezia, compact disc, (Silver Star AMC552200)

 Masquerade / Visioni di Venezia 
- 1989: Visioni di Venezia, CD, (Baby Records 658765)
- 1989: Visioni di Venezia, LP, (Baby Records 210213630)
- 1989/1993: Visioni di Venezia, compact disc, (BMG Ariola 260213)

 Barocco/Musica... fantasia 
 Prestige / Magica melodia 
- 1991: Magica melodia, long playing e musicassetta, (BMG Ariola (2/4)11971)
- 1991: Magica melodia (club edition), compact disc, (BMG Ariola 7755874)
- 1991/1993: Magica melodia, compact disc, (BMG 261971)
- 1991: Mystère, compact disc, (Baby Records 5114562)
- 1991: Mystère, musicassetta, (Baby Records 5114564)
- 1991: Interlude, compact disc, (BMG Ariola 74321123302)
- 1991: Interlude, musicassetta, (BMG Ariola 74321123304)

 G. P. Reverberi - Rondò Veneziano/Stagioni di Venezia 
- 1992: G. P. Reverberi - Rondò Veneziano, long playing, compact disc e musicassetta, (DDD - La Drogueria di Drugolo 74321119911/2/4)
- 1992: G. P. Reverberi - Rondò Veneziano, musicassetta, (BMG Ariola 21134894)
- 1992: Stagioni di Venezia, compact disc, (BMG Ariola 74321134892)

 L'antivirtuoso 
- 1993: L'antivirtuoso, compact disc e musicassetta, (BMG Ricordi 74321633132)

 Il mago di Venezia 
- 1994: Il mago di Venezia, compact disc e musicassetta, (DDD - La Drogueria di Drugolo 743212389/2/4)
- 1994: Il mago di Venezia, compact disc e musicassetta, (BMG Ariola 74321217752/4)

 Marco Polo 
- 1997: Marco Polo, compact disc e musicassetta, (Koch International 33502/2/4)
- 2003: Marco Polo, compact disc e musicassetta, (Koch Universal 33502/2/4)

 Zodiaco - Sternzeichen 
- 1998: Zodiaco - Sternzeichen, compact disc e musicassetta, (Koch International 33503/2/4)
- 1998: Zodiaco, CD, (Koch International 335052)
- 1998: Zodiaco - The Zodiac, CD, (Koch International 335042)
- 2008: Zodiaco, CD, (Cleo Music AG 8032745102307)

 Attimi di magia - Magische Augenblicke 
 Honeymoon - Luna di miele 
- 1999: Honeymoon - Luna di miele, compact disc (Koch Records 335072)
- 1999: Honeymoon - Luna di miele, musicassetta (Koch Records 335074)
- 1999: Honeymoon - Luna di miele, compact disc (Koch Records 335082)
- 1999: Honeymoon - Luna di miele, musicassetta (Koch Records 335084)
- 1999: Honeymoon - Luna di miele, compact disc (Koch Records 335092)

 Papagena / Vénitienne 
- 2001: Papagena, compact disc e musicassetta, (ZYX Music BR 25005/2/4)
- 2002: Vénitienne, compact disc e musicassetta, (EMI France 0724353835323)
- 2002: Vénitienne, musicassetta, (EMI France 72435383534)
- 2003: Primavera - Frühlingszeit, 2 CD (Papagena e La Piazza), (ZYX Music BR 20652/2)

 La Piazza / Concertissimo 
- 2002: La Piazza, compact disc e musicassetta, (ZYX Music BR 25006/2/4)
- 2002: Concertissimo, compact disc e musicassetta, (BMG France 74321980452/4)
- 2003: Primavera - Frühlingszeit, doppio compact disc (Papagena e La Piazza), (ZYX Music BR 20652/2)

 Rondò Veneziano Chamber Orchestra 
- 2009: Rondò Veneziano Chamber Orchestra, compact disc (Cleo Music AG)

## Album dal vivo
Gian Piero Reverberi conducts Rondò Veneziano - In Concerto 
- 1997: Gian Piero Reverberi conducts Rondò Veneziano - In Concerto, compact disc e musicassetta, (Koch International 33501/2/4)
- 2003: Gian Piero Reverberi conducts Rondò Veneziano - In Concerto, compact disc e musicassetta, (Koch Universal 33501/2/4)

 25 - Live in Concert 

## Compilation
Venezia 2000 
- 1983: Venezia 2000, CD, (BMG Ariola 610299 (222))

 Rondò 2000 - The Best of Rondò Veneziano 

## Raccolte non ufficiali
Capriccio veneziano 
- ? - Capriccio veneziano, compact disc, (BMG Ariola 262974)
- ? - Capriccio veneziano, musicassetta, (BMG Ariola 412274)

 Le classique de Rondò Veneziano 
- ? - Le classique de Rondò Veneziano, triplo compact disc, (BMG Ariola 74321231282)

 Poesia di Venezia & Concerto per Mozart & Concerto per Vivaldi 
- ? - Poesia di Venezia & Concerto per Mozart & Concerto per Vivaldi, triplo compact disc, (BMG Ariola)

 Notturno in gondola 
- 1981 - Notturno in gondola

 Concerto futurissimo 
- 1984: Concerto futurissimo, long playing, (Baby Records 207416-620)
- 1984: Concerto futurissimo, musicassetta, (Baby Records 407416-652)
- 1984: Concerto futurissimo, musicassetta, (Baby Records MC1524)
- 1984: Concerto futurissimo, long playing, (Baby Records TG1523)
- 1984: Concerto futurissimo, compact disc, (BMG Ariola 610535 (222) )

Fantasia veneziana
- 1985: Fantasia veneziana, doppio long playing, (Baby Records BR56004)

 Venezia romantica - The Best of Rondò Veneziano 
- 1992: Venezia romantica, compact disc, (BMG Ariola 109302)
- 1992: Venezia romantica, musicassetta, (BMG Ariola 74321109304)
- 1992/1993: Venezia romantica, compact disc, (BMG Ariola 74321109302)
- 1993: Venezia romantica, musicassetta, (BMG Ariola)

 Eine Nacht in Venedig 
- 1995: Eine Nacht in Venedig, compact disc e musicassetta, (BMG Ariola 74321333392/4)

 I grandi successi - Vol. 1 
- 1995: I grandi successi - Vol. 1, compact disc, (BMG Ariola 743321236282)

 Back2Back 
- 1995: Back2Back, doppio compact disc, (BMG Ariola 74321291472)

 Preludio all'amore - All the romantic hits 
- 1996: Preludio all'amore, compact disc e musicassetta, (BMG Ariola 743321408782/4)
- 1996 - Seduzione

 Rondò veneziano 
- 1996: Rondò veneziano, doppio compact disc, (BMG Ariola 74321325062)

 The Best of Rondò Veneziano - Vol. 1 
- 1996: The Best of - Vol. 1, compact disc e musicassetta, (BMG Ariola 74321495952)

 I grandi successi - Vol. 2 
- 1996: I grandi successi - Vol. 2, compact disc, (BMG Ariola 74321236272)

 Fantasia classica 
- 1997 - Fantasia classica

 Via dell'amore 
- 1997 - Via dell'amore
- 1997 - I grandi successi

 Die Großen Erfolge 
- 1997: Die Großen Erfolge, compact disc, (BMG Ariola 74321492422)

 I grandi successi - Vol. 3 
- 1997: I grandi successi - Vol. 3, compact disc, (BMG Ariola 74321495952)

 Fantasia d'autunno 
- 1998: Fantasia d'autunno, compact disc, (BMG Ariola 74321615972)

 Fantasia d'inverno 
- 1998: Fantasia d'inverno, compact disc, (BMG Ariola 74321618782)

 Fantasia d'Estate 
- 1999: Fantasia d'Estate, compact disc, (BMG Ariola 74321653312)

 Fantasia di primavera 
- 1999: Fantasia di primavera, compact disc, (BMG Ariola 74321653322)

 Protagonisti - Vol. 1 
- 1999: Protagonisti - Vol. 1, compact disc, (BMG Ariola 74321691222)
- 2000 - Nur Das Beste

 Protagonisti - Vol. 2 
- 2000 - Protagonisti Vol. 2

 The Very Best of Rondò Veneziano 
- 2000 - The Very Best of Rondò Veneziano

 I grandi successi originali 
- 2000 - I grandi successi originali
- 2001 - Magic Of Christmas

 Nur Das Beste 2 
- 2004 - Nur Das Beste 2
- 2005 - Masterpieces

 Magische Momente - 25 Jähre 
- 2005 - Magische Momente

 Concerto d'amore 
- 2005 - Concerto d'amore, compact disc (Sony BMG 82876747992)

 I grandi successi - Vol. 4 
- 2005 - I grandi successi - Vol. 4

 I grandi successi - Vol. 5 
- 2006 - I grandi successi - Vol. 5, compact disc (Sony BMG 82876828422)

 Superissimi 
- 2006 - Superissimi, compact disc (Sony BMG 82876893292)

 Ein Romantisches Konzert 
- 2006 - Ein Romantisches Konzert, compact disc (Sony BMG 82876827812)

 Gold Stücke 
- 2007 - Gold Stücke, compact disc (Sony BMG 88697129312)

 Collections 
- 2009 - Collections

 I grandi successi - Vol. 6 
- 2011 - I grandi successi - Vol. 6

 Best of 3CD 
- 2012 - Best of 3CD

## 45 giri per Juke-Box
- 1981: Rondò Veneziano, (Baby Records JB29)
- 1981: La Serenissima, (Baby Records JB39)
- 1982: Scaramucce, (Baby Records JB52)

## Singoli
- 1980: San Marco/Colombina, 45 giri, (Baby Records S.p.A/s.r.l. XDSP-930544)
- 1980: San Marco/Rondò veneziano, 45 giri, (Baby Records S.p.A/s.r.l. 7P518517)
- 1981: Rondò veneziano/San Marco, (Baby Records S.p.A/s.r.l. BR100108)
- 1983: La Serenissima/Sinfonia per un addio, (Baby Records S.p.A/s.r.l. & Ferroway 12RON1)
- 1983: San Marco/Campielli, (Baby Records S.p.A/s.r.l. 1C0061654837)
- 1984: Tiziano (Baby Records S.p.A/s.r.l. TG15233)
- 1984: Venice/Notturno in gondola, 45 giri, (Ferroway Records 7RON02)
- 1985: Odissea/Mosaico, 45 giri, (Fanfare Records RONS5)
- 1985: Casanova/Nuovi orizzonti, 45 giri, (Baby Records, BR 50347)
- 1985: The Love Theme from Not Quite Jerusalem, 45 giri, (Fanfare Records RONS4)
- 1985: Odissea veneziana/Casanova, 45 giri, (Baby Records 107731-000)
- 1986: Perle d'oriente/La Giudecca, 45 giri, (Baby Records 108774-000)
- 1986: Fantasia veneziana (in la maggiore)/Festa mediterranea, 45 giri, (Baby Records 108471-000)
- 1989: Visioni di Venezia/Velieri lontani, (Baby Records S.p.A/s.r.l. 112711)
- 1990: Musica... fantasia/Venezia notturna, (Baby Records 112711)
- 1991: Magica melodia/Controcanto, (Baby Records 114684-000)
- 1992: Stagioni di Venezia, (DDD - La Drogueria di Drugolo & BMG Ariola 74321139642)
- 1992: Casanova/Odissea veneziana, (BMG Ariola 115151)
- 1992: Casanova, (BMG Ariola 665151)
- 1993: Pastorale, (BMG Ariola 74321163442)
- 1994: Blu oltremare, (DDD - La Drogueria di Drugolo & BMG Ariola 74321234212)
- 1999: San Zaccaria, (Koch Records 353606)

## 45 giri e CD Promo
- 1981: Rondò Veneziano, 45 giri, (Baby Records HS87)
- 1986: Perle d'Oriente/La Giudecca, 45 giri, (Baby Records 108774-000)
- 1987: Misteriosa Venezia/Fiaba antica [Parte I], 45 giri, (Baby Records 109420-000)
- 1988: Poesia di Venezia/Seduzione, (Baby Records 259490)
- 1989: Visioni di Venezia, (Baby Records 260374)
- 1997: Rondò Veneziano - Ein Interview mit G.P. Reverberi, (Koch International 350498)
- 1997: Marco Polo, (Koch International 350485)
- 1998: Zodiaco - Sternzeichen, (Koch International 353544)
- 1999: Musica... fantasia, (Koch Records 335588)
- 2002: La Piazza, (Baby Records & ZYX Music LC 00660)

## Album video
Once Upon a Time 

## Video musicali
- La Serenissima
- Odissea veneziana
- Casanova
- Il mago di Venezia

## Colonne sonore
Not Quite Jerusalem 
- 1985: Not Quite Jerusalem, musicassetta, (Fanfare Records ZC RON 4)
- 1985: Not Quite Jerusalem, long playing, (Fanfare Records RON4)

## Tributi
The Genius of Vivaldi, Mozart, Beethoven 
- 1990/1993: Concerto per Beethoven, compact disc e musicassetta, (BMG Ariola 74321159332/4)
- 1990: Concerto per Beethoven, compact disc, (BMG Ariola 743321169332)
- 1990: Concerto per Mozart, long playing, (BMG Ariola 211362)
- 1990: Concerto per Mozart, musicassetta, (BMG Ariola 411362)

 Sinfonia di Natale 
- 1995: Sinfonia di Natale - Weihnachten mit Rondò Veneziano, compact disc e musicassetta, (BMG Ariola 74321304252/2)
- 1995: Sinfonia di Natale, compact disc, (BMG Ariola 74321301392)
- 1995: Symphonie de Noël, compact disc e musicassetta, (BMG Ariola 74321312322/4)

 La storia del classico 
- 2000: La storia del classico, compact disc e musicassetta, (Koch Records 33510/2/4)
- 2003: La storia del classico, CD, (Koch Universal 2335022)